# Fitohormona
Las fitohormonas, u hormonas vegetales, son moléculas de señalización producidas por células vegetales y actúan sobre otras células como mensajeras químicas. Las hormonas vegetales son capaces de regular de manera predominante los fenómenos fisiológicos de las plantas en concentraciones extremadamente bajas en diferentes tejidos (raíces, hojas...).
Las fitohormonas controlan todos los aspectos del crecimiento y desarrollo de las plantas, desde la embriogénesis, la regulación del tamaño de los órganos, la defensa frente a los fitopatógenos, la tolerancia al estrés  y hasta el desarrollo reproductivo. A diferencia de los animales (en los que la producción de hormonas está restringida a glándulas especializadas), cada célula vegetal es capaz de producir hormonas.
Las fitohormonas se encuentran en todo el reino vegetal, e incluso en las algas, donde tienen funciones similares a las que se observan en las plantas superiores. Algunas fitohormonas también se encuentran en microorganismos, como hongos unicelulares y bacterias, sin embargo en estos casos no juegan un papel hormonal y es mejor considerarlas como metabolitos secundarios.

## Características
La palabra hormona se deriva del griego, que significa puesta en movimiento. Las hormonas vegetales afectan la expresión génica y los niveles de transcripción, la división celular y el crecimiento. Se producen naturalmente dentro de las plantas, aunque los hongos y las bacterias producen sustancias químicas muy similares que también pueden afectar el crecimiento de las plantas. Los seres humanos sintetizan una gran cantidad de compuestos químicos relacionados. Se utilizan para regular el crecimiento de plantas cultivadas, malezas y plantas y células vegetales cultivadas in vitro; Estos compuestos artificiales se denominan reguladores del crecimiento de las plantas. Al principio del estudio de las hormonas vegetales, "fitohormona" era el término comúnmente utilizado, pero su uso se aplica menos ahora.
Las hormonas vegetales no son nutrientes, sino sustancias químicas que, en pequeñas cantidades, promueven e influyen en el crecimiento, desarrollo y diferenciación de células y tejidos. La biosíntesis de hormonas vegetales dentro de los tejidos vegetales es a menudo difusa y no siempre localizada. Las plantas carecen de glándulas para producir y almacenar hormonas porque, a diferencia de los animales, que tienen dos sistemas circulatorios (linfático y cardiovascular) impulsados por un corazón que mueve los fluidos por el cuerpo, las plantas usan medios más pasivos para mover sustancias químicas por el cuerpo. Las plantas utilizan sustancias químicas simples como hormonas, que se mueven más fácilmente a través de sus tejidos. A menudo se producen y utilizan localmente dentro del cuerpo de la planta. Las células vegetales producen hormonas que afectan incluso a diferentes regiones de la célula productora de la hormona.
Las hormonas se transportan dentro de la planta mediante cuatro tipos de movimientos. Para el movimiento localizado, se utiliza el flujo citoplásmico dentro de las células y la difusión lenta de iones y moléculas entre las células. Los tejidos vasculares se utilizan para mover hormonas de una parte de la planta a otra; estos incluyen el floema que mueve los azúcares de las hojas a las raíces y flores, y el xilema que mueve el agua y los solutos minerales de las raíces al follaje.
No todas las células vegetales responden a las hormonas, pero las células que sí lo hacen están programadas para responder en puntos específicos de su ciclo de crecimiento. Los mayores efectos ocurren en etapas específicas durante la vida de la célula, y los efectos disminuidos ocurren antes o después de este período. Las plantas necesitan hormonas en momentos muy específicos durante el crecimiento de las plantas y en lugares específicos. También necesitan desconectar los efectos que tienen las hormonas cuando ya no se necesitan. La producción de hormonas ocurre muy a menudo en sitios de crecimiento activo dentro de los meristemos, antes de que las células se hayan diferenciado por completo. Después de la producción, a veces se trasladan a otras partes de la planta, donde causan un efecto inmediato; o pueden almacenarse en celdas para ser liberadas más tarde. Las plantas utilizan diferentes vías para regular las cantidades de hormonas internas y moderar sus efectos; pueden regular la cantidad de sustancias químicas que se utilizan para biosintetizar las hormonas. Pueden almacenarlos en células, inactivarlos o canibalizar hormonas ya formadas conjugándolas con carbohidratos, aminoácidos o péptidos. Las plantas también pueden descomponer las hormonas químicamente, destruyéndolas de manera efectiva. Las hormonas vegetales regulan con frecuencia las concentraciones de otras hormonas vegetales. Las plantas también mueven hormonas alrededor de la planta diluyendo sus concentraciones.
La concentración de hormonas necesarias para la respuesta de las plantas es muy baja (10−6 to 10−5 mol]/L). Debido a estas bajas concentraciones, ha sido muy difícil estudiar las hormonas vegetales, y solo desde finales de la década de 1970, los científicos han podido comenzar a reconstruir sus efectos y relaciones con la fisiología vegetal. Gran parte del trabajo inicial sobre hormonas vegetales involucró el estudio de plantas que eran genéticamente deficientes en uno o involucró el uso de plantas cultivadas en tejido cultivadas in vitro que fueron sometidas a diferentes proporciones de hormonas, y se comparó el crecimiento resultante. La observación y el estudio científicos más tempranos datan de la década de 1880; la determinación y observación de hormonas vegetales y su identificación se extendió durante los siguientes 70 años.
Las hormonas vegetales controlan un gran número de eventos, entre ellos el crecimiento de las plantas, incluyendo sus raíces, la caída de las hojas, la floración, la formación del fruto y la germinación de las semillas. Una hormona interviene en varios procesos, y, también, todo proceso está regulado por la acción de varias hormonas. Existen fenómenos de antagonismo y balance hormonal que conducen a una regulación precisa de las funciones vegetales, lo que permite solucionar la ausencia de sistema nervioso. Las hormonas ejercen sus efectos mediante complejos mecanismos moleculares, que desembocan en cambios de la expresión genética, cambios en el esqueleto, regulación de las vías metabólicas y cambio de flujos iónicos.
Las plantas a nivel de sus tejidos también producen sustancias que disminuyen o inhiben el crecimiento, llamadas inhibidores vegetales. Sabemos que estas sustancias controlan la germinación de las semillas y la germinación de las plantas. Se ha logrado producir sintéticamente hormonas o reguladores químicos vegetales capaces de aumentar o disminuir el crecimiento de las plantas, las cuales realizan fotosíntesis siempre para alimentarse.
Regulan procesos de correlación, es decir que, recibido el estímulo en un órgano, lo amplifican, traducen y generan una respuesta en otra parte de la planta. Interactúan entre ellas por distintos mecanismos:
- Sinergismo: la acción de una determinada sustancia se ve favorecida por la presencia de otra.
- Antagonismo: la presencia de una sustancia evita la acción de otra.
- Balance cuantitativo: la acción de una determinada sustancia depende de la concentración de otra.

## Principales fitohormonas
Las diferentes hormonas se pueden clasificar en diferentes clases o tipos, según sus estructuras químicas. Dentro de cada clase de hormona, las estructuras químicas pueden variar, pero todos los miembros de la misma clase tienen efectos fisiológicos similares. La investigación inicial sobre hormonas vegetales identificó cinco clases principales: ácido abscísico, auxinas, citoquininas, etileno y giberelinas. Esta lista se amplió posteriormente y los brasinoesteroides, jasmonatos, ácido salicílico y estrigolactonas ahora también se consideran hormonas vegetales importantes. Además, hay varios otros compuestos que cumplen funciones similares a las de las principales hormonas, pero su estatus como hormonas fideicomisarias todavía se debate.

### Ácido abscísico

Ácido abscísico

El ácido abscísico (también llamado ABA) es uno de los inhibidores más importantes del crecimiento de las plantas. Fue descubierto e investigado con dos nombres diferentes, dormina y abscicina II, antes de que se conocieran por completo sus propiedades químicas. Una vez que se determinó que los dos compuestos son iguales, se denominó ácido abscísico. El nombre se refiere al hecho de que se encuentra en altas concentraciones en hojas recién abcisas o recién caídas.
Esta clase de fitohormona es un compuesto químico que normalmente se produce en las hojas de las plantas, procedente de los cloroplastos, especialmente cuando las plantas están bajo estrés. En general, actúa como un compuesto químico inhibidor que afecta el crecimiento de las yemas y la latencia de las semillas y las yemas. Interviene en los cambios dentro del meristemo apical, provocando la latencia de las yemas y la alteración del último conjunto de hojas en coberturas protectoras de las yemas. Dado que se encontró en hojas recién cortadas, inicialmente se pensó que desempeñaba un papel en los procesos de caída natural de las hojas, pero investigaciones posteriores lo han refutado. En las especies de plantas de las zonas templadas del mundo, el ácido abscísico juega un papel en la latencia de las hojas y las semillas al inhibir el crecimiento, pero, a medida que se disipa de las semillas o los brotes, comienza el crecimiento. En otras plantas, a medida que disminuyen los niveles de ABA, el crecimiento comienza a medida que aumentan los niveles de giberelina. Sin ABA, los brotes y las semillas comenzarían a crecer durante los períodos cálidos en invierno y morirían cuando se congelaran nuevamente. Dado que el ABA se disipa lentamente de los tejidos y sus efectos tardan en ser compensados por otras hormonas vegetales, existe un retraso en las vías fisiológicas que proporciona cierta protección contra el crecimiento prematuro. El ácido abscísico se acumula dentro de las semillas durante la maduración de la fruta, lo que evita la germinación de la semilla dentro de la fruta o antes del invierno. Los efectos del ácido abscísico se degradan dentro de los tejidos de las plantas durante las bajas temperaturas o por su eliminación mediante el lavado con agua dentro y fuera de los tejidos, liberando las semillas y los brotes de la latencia.
El ABA existe en todas las partes de la planta y su concentración dentro de cualquier tejido parece mediar sus efectos y funcionar como una hormona; su degradación, o más propiamente catabolismo, dentro de la planta afecta las reacciones metabólicas y al crecimiento celular y la producción de otras hormonas. Las plantas comienzan su vida como una semilla con altos niveles de ABA. Justo antes de que la semilla germine, los niveles de ABA disminuyen; durante la germinación y el crecimiento temprano de la plántula, los niveles de ABA disminuyen aún más. A medida que las plantas comienzan a producir brotes con hojas completamente funcionales, los niveles de ABA comienzan a aumentar nuevamente, lo que ralentiza el crecimiento celular en las áreas más "maduras" de la planta. El estrés del agua o la depredación afecta la producción de ABA y las tasas de catabolismo, mediando otra cascada de efectos que desencadenan respuestas específicas de las células objetivo. Los científicos todavía están reconstruyendo las complejas interacciones y efectos de esta y otras fitohormonas.
En plantas bajo estrés hídrico, el ABA juega un papel en el cierre de los estomas. Poco después de que las plantas sufren estrés hídrico y las raíces tengan deficiencia de agua, una señal se mueve hacia las hojas, lo que provoca la formación de precursores de ABA allí, que luego se trasladan a las raíces. Las raíces luego liberan ABA, que se transloca al follaje a través del sistema vascular y modula la absorción de potasio y sodio dentro de las células de guarda, que luego pierden turgencia, cerrando los estomas.

### Auxinas

AIA

Las auxinas son compuestos que influyen positivamente en el agrandamiento celular, la formación de yemas y el inicio de las raíces. También promueven la producción de otras hormonas y, junto con las citoquininas, controlan el crecimiento de tallos, raíces y frutos, y convierten los tallos en flores. Las auxinas fueron la primera clase de reguladores del crecimiento descubierta. Afectan el alargamiento celular al alterar la plasticidad de la pared celular. Estimulan la división del cámbium, un subtipo de células meristemáticas, y en los tallos provocan la diferenciación del xilema secundario.
Las auxinas actúan para inhibir el crecimiento de las yemas más abajo de los tallos en un fenómeno conocido como dominancia apical, y también para promover el desarrollo y crecimiento de las raíces laterales y adventicias. La abscisión de las hojas se inicia cuando el punto de crecimiento de una planta deja de producir auxinas. Las auxinas en las semillas regulan la síntesis de proteínas específicas, a medida que se desarrollan dentro de la flor después de la polinización, lo que hace que la flor desarrolle una fruta que contenga las semillas en desarrollo.
En grandes concentraciones, las auxinas suelen ser tóxicas para las plantas; son más tóxicas para las dicotiledóneas y menos para las monocotiledóneas. Debido a esta propiedad, se han desarrollado y utilizado herbicidas de auxina sintética que incluyen ácido 2,4-diclorofenoxiacético (2,4-D) y ácido 2,4,5-triclorofenoxiacético (2,4,5-T) para el control de malezas por defoliación. Las auxinas, especialmente el ácido 1-naftalenacético (ANA) y el ácido indol-3-butírico (AIB), también se aplican comúnmente para estimular el crecimiento de las raíces cuando se toman esquejes de plantas. La auxina más común que se encuentra en las plantas es el ácido indol-3-acético (AIA).

### Brasinosteroides

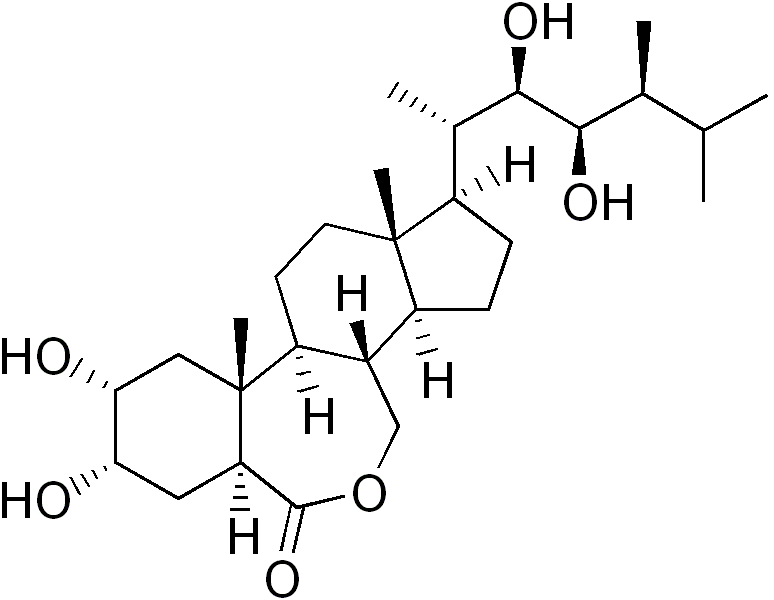
Brasinolida

Los brasinoesteroides son una clase de polihidroxiesteroides, el único ejemplo de hormonas a base de esteroides en las plantas. Los brasinoesteroides controlan la elongación y división celular, el gravitropismo, la resistencia al estrés y la diferenciación del xilema. Inhiben el crecimiento de las raíces y la abscisión de las hojas. La brasinolida fue el primer brasinoesteroide identificado, y fue aislado de extractos de polen de colza (Brassica napus) en 1979. Los brasinoesteroides son una clase de fitohormonas esteroides en plantas que regulan numerosos procesos fisiológicos. Estas hormonas actúan de manera muy similar a las hormonas esteroides animales al promover el crecimiento y el desarrollo. En las plantas, estas hormonas esteroides juegan un papel importante en el alargamiento celular a través de la señalización de BR. El receptor de brasinoesteroides insensible a los brasinoesteroides 1 (BRI1) es el principal receptor de esta vía de señalización. Inhibiendo BRI1 y comparándolo con el tipo salvaje en Arabidopsis, el mutante BRI1 mostró varios problemas asociados con el crecimiento y el desarrollo, como enanismo, reducción del alargamiento celular y otras alteraciones físicas. Estos hallazgos significan que las plantas que expresan adecuadamente los brasinoesteroides crecen más que sus contrapartes mutantes. Los brasinoesteroides se unen a BRI1 localizado en la membrana plasmática, lo que conduce a una cascada de señales que regula aún más el alargamiento celular. Sin embargo, esta cascada de señales no se comprende del todo en este momento. 

### Citoquininas

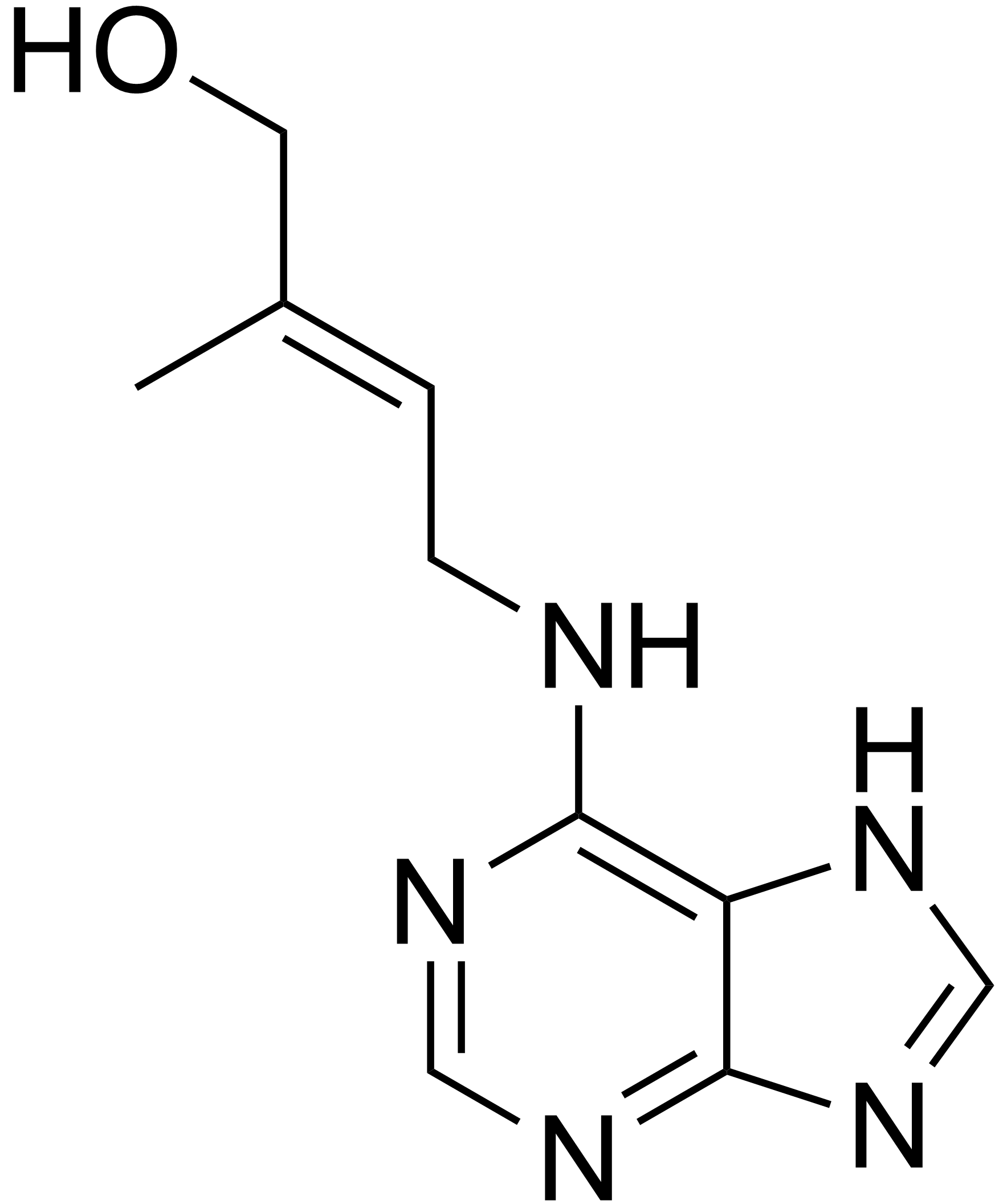
Zeatina.

Las citoquininas o CK son un grupo de sustancias químicas que influyen en la división celular y la formación de brotes. También ayudan a retrasar la senescencia de los tejidos, son responsables de mediar el transporte de auxinas en toda la planta y afectan la longitud internodal y el crecimiento de las hojas. En el pasado se les llamaba cininas cuando se aislaron por primera vez de células de levadura. Las citoquininas y las auxinas a menudo trabajan juntas, y las proporciones de estos dos grupos de hormonas vegetales afectan la mayoría de los períodos de crecimiento importantes durante la vida de una planta. Las citoquininas contrarrestan la dominancia apical inducida por las auxinas; junto con el etileno, promueven la abscisión de hojas, desarrollo floral y de frutos.
Entre las hormonas vegetales, las 3 que se sabe que ayudan con las interacciones inmunológicas son el etileno (ET), los salicilatos (SA) y los jasmonatos (JA); sin embargo, se han realizado más investigaciones para identificar el papel que juegan las citoquininas (CK) en esto. La evidencia sugiere que las citoquininas retrasan las interacciones con patógenos, mostrando signos de que podrían inducir resistencia a estas bacterias patógenas. En consecuencia, hay niveles más altos de CK en las plantas que tienen una mayor resistencia a los patógenos en comparación con las que son más susceptibles.
La citiquinina más conocida es la zeatina.

### Giberelinas

Giberelina A1

Las giberelinas (GAs) incluyen una amplia gama de sustancias químicas que se producen de forma natural en las plantas y los hongos. Fueron descubiertas por primera vez cuando investigadores japoneses notaron una sustancia química, producida por un hongo llamado Gibberella fujikuroi, que producía un crecimiento anormal en las plantas de arroz. Más tarde se descubrió que las GAs también son producidas por las propias plantas y controlan múltiples aspectos del desarrollo a lo largo del ciclo de vida. La síntesis de GAs está fuertemente regulada al alza en las semillas en el momento de la germinación y su presencia es necesaria para que se produzca la germinación. En plántulas y adultos, las GAs promueven fuertemente el alargamiento celular. También promueven la transición entre el crecimiento vegetativo y reproductivo y también son necesarias para la función del polen durante la fertilización. Las giberelinas rompen la latencia (en estado activo) en semillas y cogollos y ayudan a aumentar la altura de la planta. 

### Jasmonatos

Ácido jasmónico

Los jasmonatos (JAs) son hormonas a base de lípidos que se aislaron originalmente del aceite de jazmín. Los JAs son especialmente importantes en la respuesta de la planta al ataque de herbívoros y patógenos necrotróficos. El JA más activo en las plantas es el ácido jasmónico. El ácido jasmónico se puede metabolizar aún más en metil jasmonato (MeJA), que es un compuesto orgánico volátil. Esta propiedad inusual significa que MeJA puede actuar como una señal en el aire para comunicar el ataque de herbívoros a otras hojas distantes dentro de una planta e incluso como una señal a las plantas vecinas. Además de su función de defensa, también se cree que los JAs desempeñan funciones en la germinación de semillas, el almacenamiento de proteínas en las semillas y el crecimiento de las raíces.

### Ácido salicílico

Ácido salicílico

El ácido salicílico (SA) es una hormona con una estructura relacionada con el fenol. Originalmente se aisló de un extracto de corteza de sauce blanco (Salix alba) y es de gran interés para la medicina humana, ya que es el precursor del analgésico aspirina. En las plantas, las sales del ácido salicílico y sus ésteres, los salicilatos, juegan un papel crítico en la defensa contra patógenos biotróficos. De manera similar a los JAs, el SA también puede metilarse. Al igual que el MeJA, el salicilato de metilo es volátil y puede actuar como una señal de larga distancia a las plantas vecinas para advertir del ataque de patógenos. Además de su papel en la defensa, el SA también participa en la respuesta de las plantas al estrés abiótico, particularmente por sequía, temperaturas extremas, metales pesados y estrés osmótico.
El ácido salicílico (SA) actúa como una hormona clave en la inmunidad innata de las plantas, incluida la resistencia en el tejido local y sistémico ante ataques bióticos, respuestas hipersensibles y muerte celular. Algunas de las influencias del SA en las plantas incluyen la germinación de semillas, el crecimiento celular, la respiración, el cierre de estomas, la expresión génica asociada a la senescencia, las respuestas a los estreses abióticos y bióticos, la tolerancia térmica basal y el rendimiento de frutos. 

### Etileno

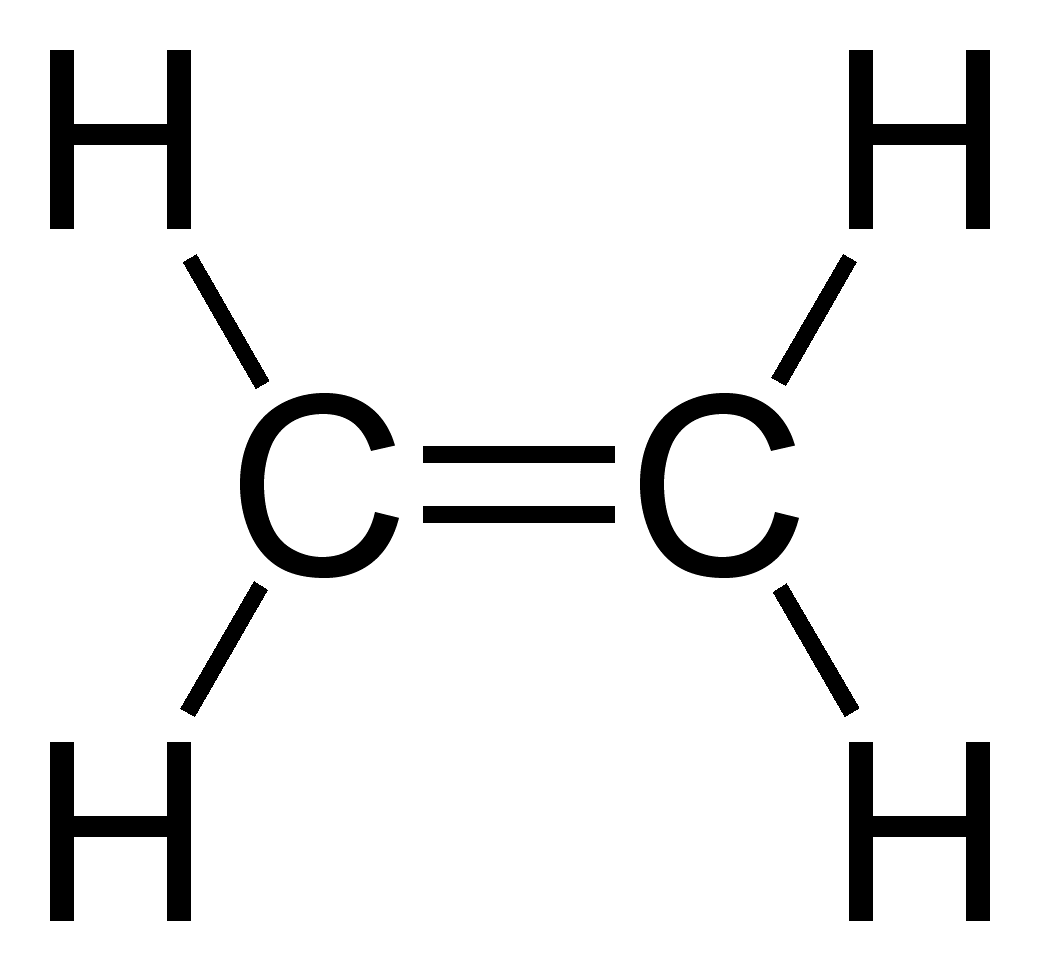
Etileno

El etileno es un gas y un compuesto orgánico muy simple, que consta de solo seis átomos. Se forma mediante la descomposición de la metionina, un aminoácido que se encuentra en todas las células. El etileno tiene una solubilidad en agua muy limitada y, por lo tanto, no se acumula dentro de la célula, por lo general se difunde fuera de ella y escapa de la planta. Su eficacia como hormona vegetal depende de su tasa de producción frente a su tasa de escape a la atmósfera. El etileno se produce a un ritmo más rápido en las células que crecen y se dividen rápidamente, especialmente en la oscuridad. Los brotes nuevos y las plántulas recién germinadas producen más etileno del que puede escapar de la planta, lo que conduce a cantidades elevadas de etileno, inhibiendo la expansión de las hojas. A medida que el nuevo brote se expone a la luz, las reacciones mediadas por el fitocromo en las células de la planta producen una señal para que disminuya la producción de etileno, lo que permite la expansión de las hojas. El etileno afecta el crecimiento celular y la forma celular; cuando un brote o una raíz en crecimiento choca contra un obstáculo mientras está bajo tierra, la producción de etileno aumenta considerablemente, lo que evita el alargamiento celular y hace que el tallo se hinche. El tallo más grueso resultante es más fuerte y es menos probable que se doble bajo presión al presionar contra el objeto que impide su camino hacia la superficie. Si el brote no llega a la superficie y el estímulo de etileno se prolonga, afecta la respuesta geotrópica natural del tallo, que es crecer erguido, lo que le permite crecer alrededor de un objeto. Los estudios parecen indicar que el etileno afecta el diámetro y la altura de los tallos: cuando los tallos de los árboles están sujetos al viento, lo que provoca una tensión lateral, se produce una mayor producción de etileno, lo que da como resultado troncos y ramas más gruesos y resistentes. El etileno también afecta la maduración de la fruta. Normalmente, cuando las semillas están maduras, la producción de etileno aumenta y se acumula dentro de la fruta, lo que resulta en un evento climatérico justo antes de la dispersión de la semilla.

### Estrigolactonas

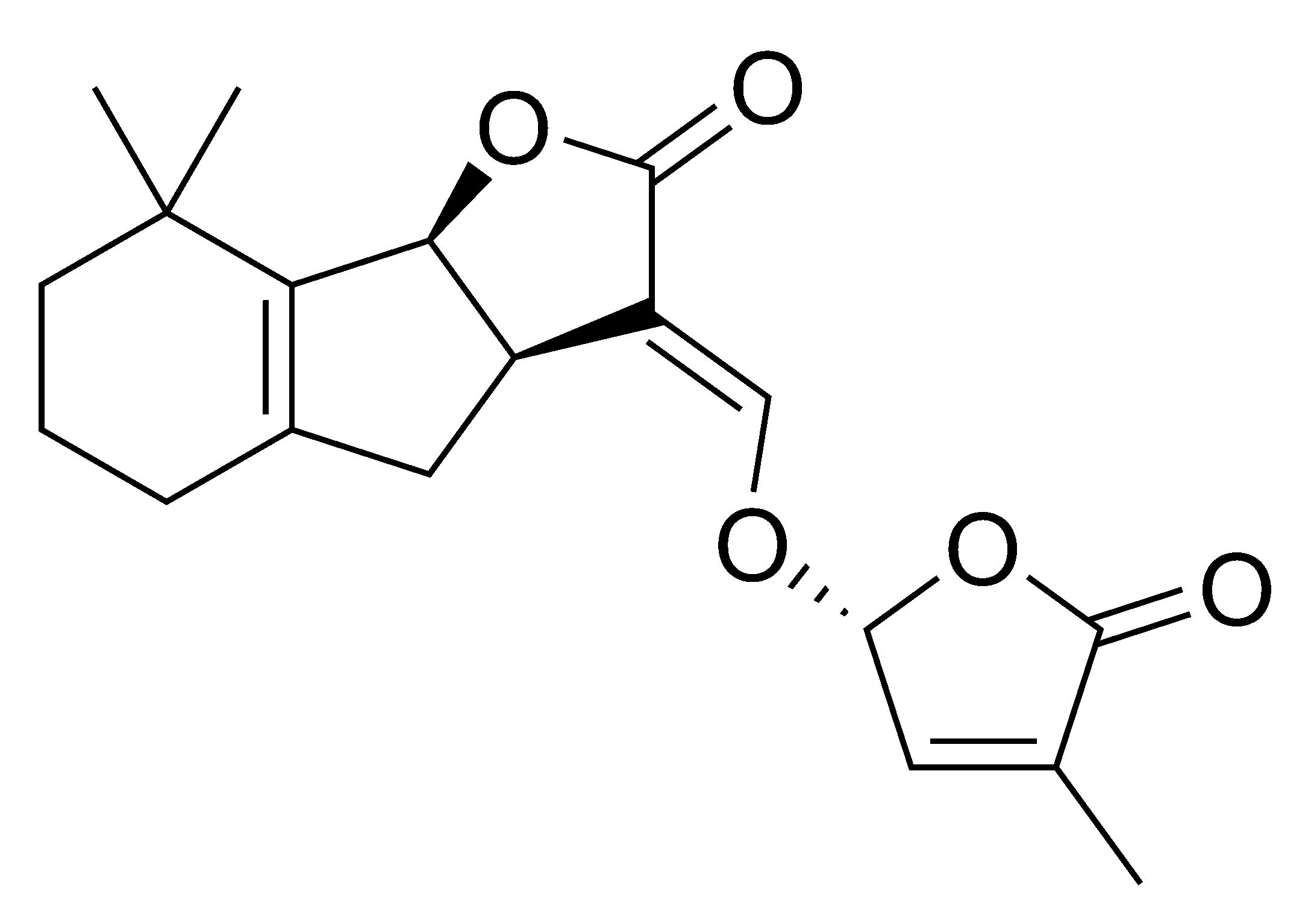
5-Desoxistrigol

Las estrigolactonas (SL) se descubrieron originalmente a través de estudios de la germinación de la maleza parásita Striga lutea. Se encontró que la germinación de las especies de Striga fue estimulada por la presencia de un compuesto exudado por las raíces de su planta huésped. Más tarde se demostró que las SL que se exudan al suelo también promueven el crecimiento de hongos micorrízicos arbusculares (AM) simbióticos. Más recientemente, se identificó otra función de las SL en la inhibición de la ramificación de los brotes. Este descubrimiento del papel de las SL en la ramificación de los brotes condujo a un aumento espectacular del interés por estas hormonas, y desde entonces se ha demostrado que los SL juegan un papel importante en la senescencia de las hojas, la respuesta a la falta de fosfato, la tolerancia a la sal, etc.

## Otros reguladores
Junto con las seis fitohormonas citadas antes, se están estudiando otros compuestos que regulan el desarrollo de las plantas:
- Poliaminas
- Oxilipinas
- Oligosacarinas
- Óxido nitroso
- Triacontanol
- Karrikinas